# Iwogumoa acco
Iwogumoa acco är en spindelart som först beskrevs av Nishikawa 1987.  Iwogumoa acco ingår i släktet Iwogumoa och familjen mörkerspindlar. Inga underarter finns listade i Catalogue of Life.